# Квантайз

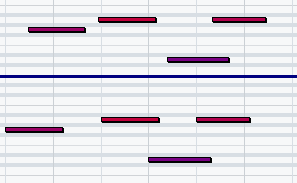
Сверху — ноты после записи, снизу — после применения общего квантайза

Кванта́йз (англ. quantize) или квантова́ние (англ. quantization) — перемещение нот к ближайшим ритмическим долям в секвенсорах. Квантайз задаётся в тех же единицах, что и длина нот. Использование квантайза позволяет добиться более ровного звучания при записи музыки на MIDI-инструменте.

## Виды квантайза

### Общий квантайз
Общий квантайз сдвигает все ноты в долю, сохраняя неизменной длину нот. Этот вид квантайза появился раньше остальных.

### Квантайз начала ноты
Этот вид квантайза сдвигает начало ноты и не передвигает её конец. В результате изменяется длина нот.

### Грув-квантайз
Квантайз по шаблону, или грув-квантайз (от англ. groove — шаблон, колея) — квантайз по заранее намеченной схеме, называемой грувом. Как правило, набор грувов есть в самом секвенсоре. Также в музыкальных магазинах можно приобрести диск с набором грувов.
В некоторых программных секвенсорах, например, в Steinberg Cubase, можно создать собственный грув на основе имеющегося звукового файла (это делается в редакторе Sample Editor в режиме Hitpoint Mode).

### Квантайз соответствия
Квантайз, изменяющий партию одного инструмента в соответствии с партией другого.

### Процентный квантайз
Процентный (свинговый) квантайз сдвигает ноту к доле на определенный процент от исходного расстояния между нотой и долей.

### Аналитический квантайз
При таком квантайзе программа производит анализ расположения нот и исправляет то, что считает ритмическими недочетами.

## Аудиоредакторыиспользующие квантайз
- Cubase, Nuendo
- Reason
- Pro Tools
- Logic Pro
- Sonar
- Ableton Live
- Reaper
- Samplitude, Sequoia, Music Maker
- FL Studio
- GarageBand
- Renoise
- Digital Orchestrator Pro by Voyetra
- Power Tracks